# Miss Intercontinental 2003
Miss Intercontinental 2003 fue la trigésima segunda (32.ª) edición del certamen Miss Intercontinental, correspondiente al año 2003; la cual se llevó a cabo el 2 de julio en Berlín, Alemania. Candidatas de 34 países y territorios autónomos compitieron por el título. Al final del evento, Rychacviana Coffie, Miss Intercontinental 2002 de Curazao, coronó a Dominique Hourani, de Líbano, como su sucesora.

## Resultados
| Posiciones                 | Candidata |
| -------------------------- | --- |
| Miss Intercontinental 2003 | - Líbano - Dominique Hourani |
| Primera Finalista          | - Venezuela - Ana Graciela Quintero |
| Segunda Finalista          | - China - Yong Mei Ma |
| Tercera Finalista          | - India - Deepti Gurjal |
| Cuarta Finalista           | - Colombia - Diana María Moreno |
| Top 12                     | - Alemania - Alexandra Vodjanikova - Brasil - Rafaella Borja Pinto - Curazao - Chantalle Thomassen - Grecia - Katerina Patsali - Perú - Ivette Santa María Carty - Sudáfrica - Claudia de Jongh - Turquía - Ela Yilmaz |

## Premiaciones
| Premio                 | Candidata                             |
| ---------------------- | ------------------------------------- |
| Miss Simpatía          | - Bolivia - Alexandra Bohm Terceros   |
| Miss Fotogénica        | - Alemania - Alexandra Vodjanikova    |
| Miss Popularidad       | - Ghana - Emelia Nutifafa Acolatse    |
| Mejor Traje Nacional   | - Turquía - Ela Yilmaz                |
| Mejor en Traje de Baño | - India - Deepti Gurjal               |
| Mejor en Traje de Gala | - Polonia - Joanna Drozdowska         |
| Mejor Cuerpo           | - Brasil - Rafaella Tinti Borja Pinto |

## Candidatas
34 candidatas compitieron por el título:
(En la tabla se utiliza su nombre completo, los sobrenombres van entrecomillados y los apellidos utilizados como nombre artístico, entre paréntesis; fuera de ella se utilizan sus nombres «artísticos» o simplificados).
| País/Territorio     | Candidata                        |
| ------------------- | -------------------------------- |
| Alemania            | Alexandra Vodjanikova            |
| Austria             | Nele Schuetze                    |
| Bolivia             | Alexandra Bohm Terceros          |
| Brasil              | Rafaella Tinti Borja Pinto       |
| China               | Yong Mei Ma                      |
| Colombia            | Diana María Moreno Hernández     |
| Cuba                | Ariana María Barouk              |
| Curazao             | Chantalle Thomassen              |
| Dinamarca           | Marie Nordmann                   |
| Estonia             | Margarita Osadskaya              |
| Etiopía             | Jerusalem Ketema Geda            |
| Finlandia           | Hanna Niemi                      |
| Ghana               | Emelia Nutifafa Acolatse         |
| Grecia              | Katerina Patsali                 |
| Hungría             | Eszmeralda Kriszten              |
| India               | Deepti Gurjal                    |
| Kenia               | Mary Katanu                      |
| Líbano              | Dominique Hourani                |
| Malasia             | Christina Chelliah               |
| Malta               | Tiziana Mifsud                   |
| Noruega             | Monja Solberg                    |
| Países Bajos        | Femke Bloem                      |
| Perú                | Ivette Lourdes Santa María Carty |
| Polonia             | Joanna Drozdowska                |
| República Checa     | Alena Rekova                     |
| República Eslovaca  | Michala Herstekova               |
| Rusia               | Michala Herstekova               |
| Serbia y Montenegro | Lidija Injac                     |
| Singapur            | Jacqueline Ong                   |
| Suazilandia         | Soula Bouzianis                  |
| Sudáfrica           | Claudia de Jongh                 |
| Turquía             | Ela Yilmaz                       |
| Venezuela           | Ana Graciela Quintero Nava       |
| Vietnam             | Hoang Oanh                       |

## Datos acerca de las delegadas
Algunas de las delegadas del Miss Intercontinental 2003 han participado en otros certámenes internacionales de importancia:
- Alexandra Vodjanikova (Alemania) fue semifinalista en Miss Europa 2003 y participó sin éxito en Miss Internacional 2003 y Miss Universo 2003.
- Alexandra Bohm Terceros (Bolivia) participó sin éxito en Miss Intercontinental 2004.
- Ariana María Barouk (Cuba) participó sin éxito en Miss Tierra 2007.
- Tiziana Mifsud (Malta) participó sin éxito en Miss Europa 2002.
- Ivette Lourdes Santa María Carty (Perú) fue semifinalista en Miss América Latina del Mundo 2003.
- Joanna Drozdowska (Polonia) participó sin éxito en Miss Mundo 2001, Miss Universo 2002 y Miss Mar Báltico 2003.

## Sobre los países en Miss Intercontinental 2003

### Naciones debutantes
| - China - Cuba | - Etiopía - Vietnam |

### Naciones que regresan a la competencia
Compitió por última vez en 1977:
- Suazilandia

Compitió por última vez en 1988:
- Ghana

Compitió por última vez en 1992:
- Austria

Compitió por última vez en 1998:
- Perú

Compitió por última vez en 1999:
- Serbia y Montenegro

Compitieron por última vez en 2001:
- Dinamarca
- Kenia
- Líbano
- Polonia
- República Checa
- Singapur

### Naciones ausentes
Aruba,  Bélgica,  Canadá,  Chipre,  Guatemala,  Haití,  Isla de Margarita,  Letonia,  México,  Puerto Rico,  República Dominicana y  Ucrania no enviaron una candidata este año.